# Irena Kwiatkowska

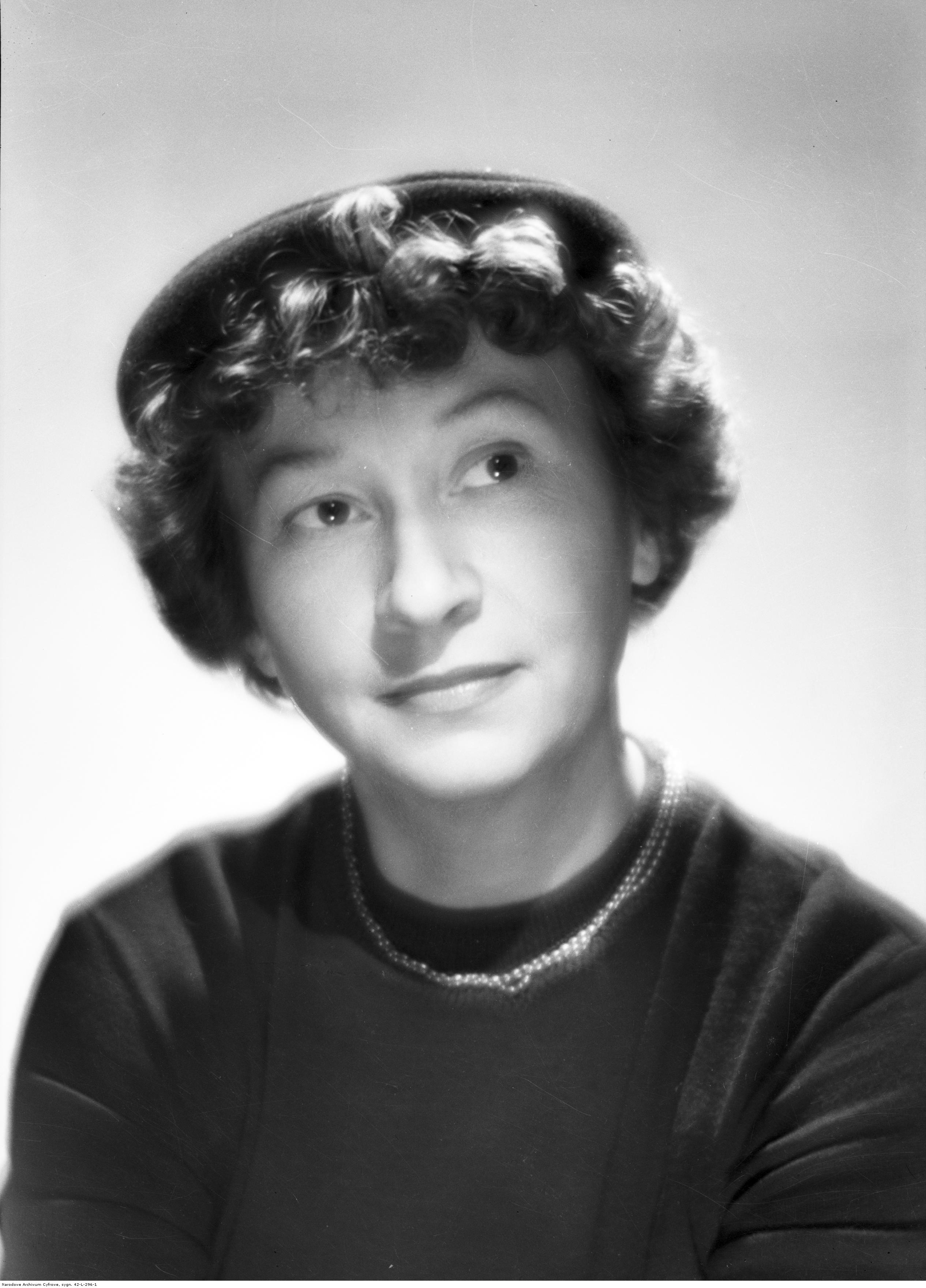
Irena Kwiatkowska

Irena Kwiatkowska (* 17. September 1912 in Warschau; † 3. März 2011 in Konstancin-Jeziorna) war eine polnische Schauspielerin.

## Leben
Irena Kwiatkowska beendete ihre Schauspielausbildung 1935 an der Staatlichen Schauspielschule in Warschau. Anschließend debütierte sie am Warschauer Theater Cyrulik Warszawski. Bis zum Ausbruch des Zweiten Weltkriegs war sie Ensemblemitglied an den Theatern Powszechny in Warschau, Teatr Nowy Posen und Teatr Polski in Katowice. 
Während des Krieges war Kwiatkowska Mitglied der Polnischen Heimatarmee und kämpfte im Warschauer Aufstand.

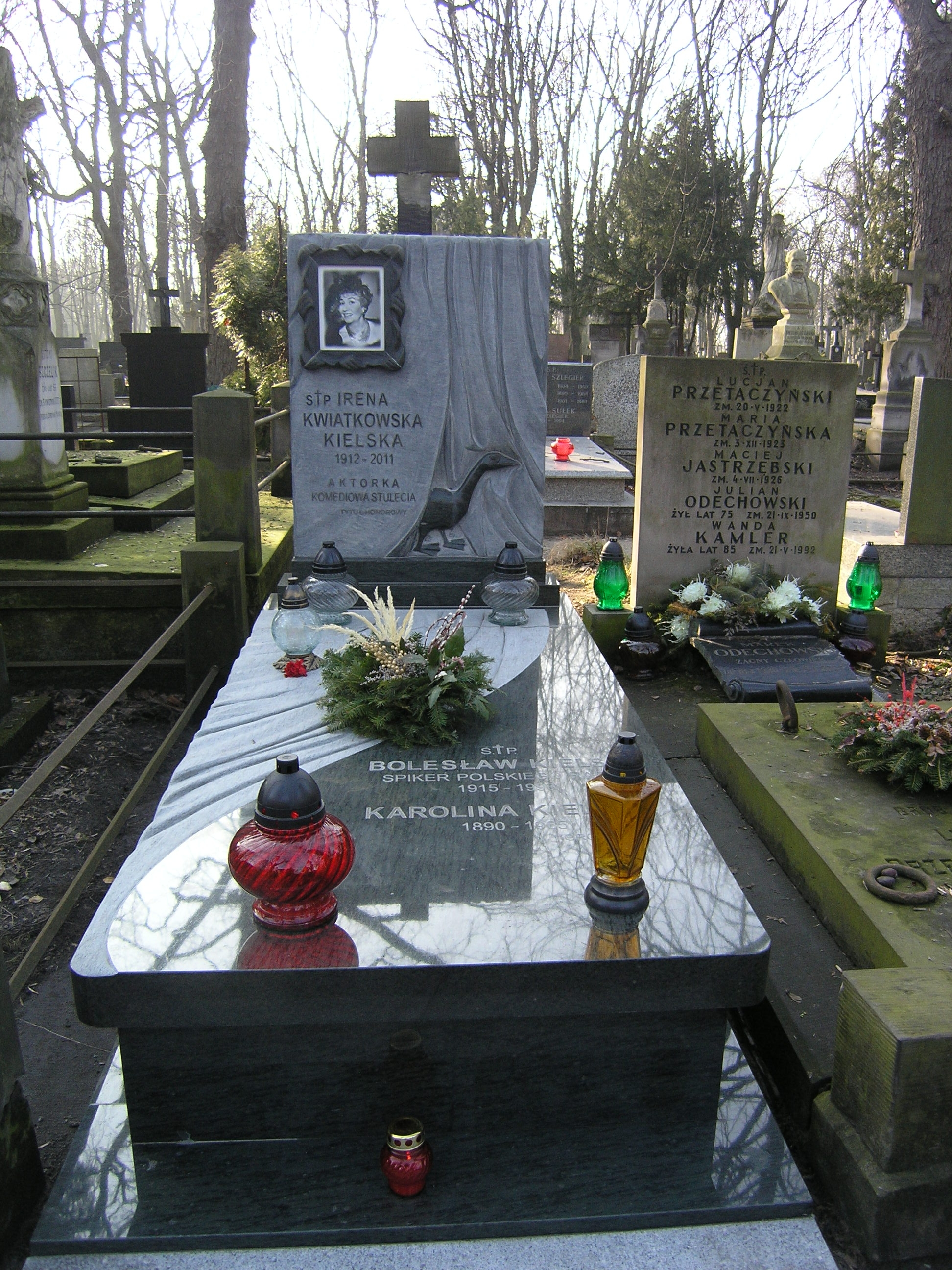
Das Grab von Irena Kwiatkowska und Bolesław Kielski

Nach dem Krieg schloss sich Irena Kwiatkowska dem Krakauer Kabarett Sieben Katzen an. Vom Oktober 1959 bis Juli 1966 trat sie in der erfolgreichsten Sendung der Anfangsjahre des polnischen Fernsehens, dem „Kabarett der älteren Herren“ (Kabaret Starszych Panów), auf  – meistens als temperamentvolle Gräfin Tyłbaczewska. Neben ihrer Theatertätigkeit an den Warschauer Bühnen und im Kabarett erreichte sie ihre größte Popularität als berufstätige Frau in der Fernsehserie 40-latek (Der Vierzigjährige) von Regisseur Jerzy Gruza in den 1970er Jahren. Als arbeitende Frau war sie in jedem Teil der Serie in einem anderen Beruf zu sehen. Die Serie wird noch heute regelmäßig im polnischen Fernsehen wiederholt und machte Irena Kwiatkowska zur Legende.
Zur Jahrtausendwende führte das Wochenmagazin Polityka eine Umfrage zu den wichtigsten polnischen Schauspielern des ablaufenden Jahrhunderts durch. Irena Kwiatkowska kam bei dieser Umfrage auf den 5. Platz.
Auf Antrag der Kinder erhielt sie die internationale Auszeichnung als Kavalier des Ordens des Lächelns.
Irena Kwiatkowska war mit Bolesław Kielski (1915–1993) verheiratet. Durch einen Sturz  beim Verlassen des Hauses auf Beton zog er sich schwere Kopfverletzungen zu und litt danach an fortschreitender Lähmung. In den letzten Jahren konnte Kielski nur noch liegen und nicht mehr sprechen. Seine Ehefrau pflegte ihn bis zu seinem Tod.
Irena Kwiatkowska-Kielska starb im Alter von 98 Jahren und wurde, neben ihrem Ehemann, auf dem Cmentarz Powązkowski in Warschau beigesetzt.

## Filmografie (Auswahl)
- 1953: Das sollte man regeln (Sprawa do załatwienia)
- 1960: 1000 Taler (Tysiąc talarów)
- 1961: Der andere Mensch (Drugi człowiek)
- 1963: Die ehrbaren Sünden (Zacne grzechy)
- 1971: Der Specht (Dzięcioł)
- 1976: Ich bin ein Schmetterling (Motylem jestem, czyli romans 40-latka)